# Terra Amata (roman)
Pour les articles homonymes, voir Terra Amata (homonymie).
Terra Amata est un roman de J. M. G. Le Clézio publié le 18 octobre 1967 aux éditions Gallimard. Le titre du livre fait référence à Terra Amata, un site archéologique situé près de Nice.

## Résumé
Terra Amata présente l'histoire d'un enfant appelé Chancelade, de son enfance à son enterrement.

## Éditions
- Terra Amata, éditions Gallimard, 1967  (ISBN 2070238253).